# Kebu
Kebu (artiesennaam van Sebastian Teir) is een Fins toetsenist en componist. Kebu maakte deel uit van de metalband Kouzin Bedlam voordat hij verder ging als soloartiest. Zijn debuutalbum To Jupiter and back (2012) belandde op #28 in de Finse albumhitlijst. In 2013 werd Kebu genomineerd voor een Schallwelle Music Award. Hij componeerde het werk Kring Havet – Meren Ympärillä (2017) voor de viering van 100 jaar onafhankelijkheid van zijn geboorteland. De eerste uitvoering van het werk vond plaats op 6 december 2017, precies 100 jaar na het eenzijdig uitroepen van de onafhankelijkheid door Finland.
Hoewel hij vrijwel uitsluitend op analoge synthesizers speelt, gebruikt Kebu soms om praktische redenen digitale synthesizers. Hij heeft een rol gespeeld bij de ontwikkeling van de Roland Jupiter X-m.
Teir behaalde in 2008 een doctorsgraad (D.Sc.) aan de Technische Universiteit van Helsinki, later opgegaan in de Aalto-universiteit. Hij was als onderzoeker werkzaam voor het staatsinstituut VTT Technical Research Centre of Finland.

## Discografie
- To Jupiter and back, 2012
- Perplexagon, 2016
- Live in Oslo, 2019
- Urban Dreams, 2021
- Live Online, 2021